# Caspar Neumann
Pour les articles homonymes, voir Neumann.
Caspar Neumann  est un pasteur luthérien et professeur de théologie et d'hébreu allemand né le 14 septembre 1648 à Breslau (aujourd'hui Wroclaw, en Pologne) et mort dans la même ville le 27 janvier 1715 .

## Biographie
C'est son père, Martin Neumann, collecteur des impôts de la ville, qui lui donne sa première formation scolaire. Caspar Neumann étudie ensuite au lycée Sainte-Marie-Madeleine de Breslau puis à l'université d'Iéna où il obtient une maîtrise en 1670. C'est ici qu'il rencontrera Francis Bacon et René Descartes qui auront une grande influence sur ses réflexions. Il est pendant un temps chapelain du prince Christian, le fils du duc Ernest Ier de Saxe-Gotha et le suit dans ses déplacements en Allemagne et en Suisse. On le retrouve en 1676 prédicateur au tribunal d'Altenbourg puis diacre de l'église Sainte-Marie-Madeleine à Breslau en décembre 1678 et pasteur de la même église en 1689. L'année suivante, Neumann devient pasteur de l'église Sainte-Élisabeth, toujours à Breslau. Ce poste lui confère une responsabilité au sein du clergé du district et une chaire de professeur de théologie dans la même ville. 
Il se fait remarquer par ses idées originales, notamment sur les langues, comme en témoignent sa Genesis linguæ sanctæ, Nuremberg (1696), et son Exodus linguæ sanctæ (1697). Sa pensée se distingue par son modernisme : émancipation des femmes, introduction des sciences dans les réflexions philosophiques, etc. 
Johann Sebastian Bach a repris ses textes pour la cantate BWV 8 et le choral BWV 483.

## Œuvre
- avec Johannes Hancke : Exercitatio catoptrica de idolo speculi, Wratislaviae, 1685
- Ermahnungs-Predigt bei der Königs Wahl Josephi I, Breslau, 1690
- Martinalia christiana oder der Nahmens-Tag Martini am Tage Gotthard gefeyert, Breslau, 1710
- Son livre de prières (de) Kern aller Gebete (« Noyau de toutes les prières ») a eu plus de 20 éditions en allemand, et a été traduit dans presque toutes les langues de l'Europe[1].